# Bad Häring
Bad Häring je obec v Rakousku ve spolkové zemi Tyrolsko v okrese Kufstein. Žije zde přibližně 2 800 obyvatel.

## Osobnosti
- Josef Lenzi (1924-1993) - politik

## Památky
Farní kostel sv. Jana Křtitele je poprvé písemně doložen v listině z roku 1397.